# Nozjarovo
Nozjarovo of Nožarovo (Bulgaars: Ножарово, Turks: Kılıçköy) is een dorp in het noordoosten van Bulgarije, gelegen in de gemeente Samoeil in oblast Razgrad. Het dorp ligt hemelsbreed ongeveer 27 km ten oosten van de stad Razgrad en 302 km ten noordoosten van de hoofdstad Sofia. De dichtstbijzijnde dorpen zijn de dorpen Vladimirovtsi (Владимировци; Habibköy; 2,5 km) en Bogdantsi (Богданци; Abdulköy; 4 km).

## Bevolking
Het dorp groeide continu tussen 1934 en 1975. Tussen 1975 en 1985 daalde het inwonersaantal licht. Vooral in de periode 1984-1989 verlieten relatief veel inwoners het dorp als gevolg van de assimilatiecampagnes van het communistisch regime van Todor Zjivkov, waarbij alle Turken en andere moslims in Bulgarije christelijke of Bulgaarse namen moesten aannemen en afstand moesten doen van islamitische gewoonten. De meeste inwoners verhuisden toen naar Turkije. Na de val van het communisme kwam een nieuw emigratieproces op gang, dit keer vanwege de verslechterde economische situatie in de regio. Het dorp telde in december 2019 501 inwoners, een daling vergeleken met het maximum van 962 personen in 1975.
|  |

Van de 564 inwoners reageerden er 541 op de optionele volkstelling van 2011. Van deze 541 respondenten identificeerden 534 personen zichzelf als Bulgaarse Turken (98,7%), gevolgd door slechts 3 etnische Bulgaren (0,6%) en 4 ondefinieerbare personen (0,7%).
Bogdantsi · Bogomiltsi · Choema · Charsovo · Goljam Izvor · Goljama Voda · Kara Michal · Krivitsa · Nozjarovo · Ptsjelina · Samoeil · Vladimirovtsi · Zdravets · Zjeljazkovets